# Mini-Futbol'nyj Klub Sparta Ščëlkovo
Il Mini-Futbol'nyj Klub Sparta Ščëlkovo (in russo Мини-футбольный клуб Спарта-Щёлково?) è stata una squadra russa di calcio a 5 con sede a Ščëlkovo.

## Storia
La società è stata fondata nel 1992 come AKOL ma già dall'anno successivo ha assunto il nome della città di Ščëlkovo. L'affiliazione alla società calcistica "Spartak" risale al 1997 ed è proseguita fino al 2009 quando la sezione di calcio a 5 è ritornata indipendente, aggiustando nell'occasione la propria denominazione in "Sparta". Tra il 2002 e il 2009 lo Spartak Ščëlkovo ha disputato sette stagioni di Superliga, giungendo secondo nell'edizione 2004-05. L'unico trofeo della sua bacheca è la Coppa di Russia vinta nel 2005. Al termine della stagione 2011-12 la società ha annunciato lo scioglimento della squadra, che nel frattempo era scesa in Vysšaja Liga.

## Rosa 2008/2009
| N. |                    | Ruolo | Calciatore            |
| -- | ------------------ | ----- | --------------------- |
| 1  | Russia (bandiera)  | P     | Nikolay Bezruchenko   |
| 2  | Russia (bandiera)  | G     | Stanislav Shishkovsky |
| 3  | Ucraina (bandiera) | G     | Oleksij Kudlaj        |
| 5  | Russia (bandiera)  | G     | Roman Zaikin          |
| 7  | Russia (bandiera)  | G     | Nikolay Shirochenkov  |
| 8  | Brasile (bandiera) | G     | Bartolo               |
| 11 | Russia (bandiera)  | G     | Roman Glavatskih      |
| 13 | Brasile (bandiera) | G     | Kaká                  |

| N. |                    | Ruolo | Calciatore            |
| -- | ------------------ | ----- | --------------------- |
| 15 | Russia (bandiera)  | G     | Alexander Badretdinov |
| 18 | Russia (bandiera)  | G     | Konstantin Duškevič   |
| 20 | Ucraina (bandiera) | G     | Serhij Sytin          |
| 21 | Russia (bandiera)  | G     | Anton Iskusnych       |
| 22 | Russia (bandiera)  | P     | Alexey Formin         |
| 23 | Russia (bandiera)  | P     | Igor Venison          |
| 55 | Brasile (bandiera) | G     | Regis                 |
| 84 | Brasile (bandiera) | G     | Marsino               |

## Palmarès
- Coppa di Russia: 1
  - 2005